# Gorka Soria Arretxe
Gorka Soria Arretxe, más conocido como Gorka Soria, (Mungia, 20 de septiembre de 1976) es un exfutbolista español que jugaba de centrocampista. Su último equipo fue el Club Portugalete.

## Carrera deportiva
Gorka Soria debutó como profesional en el Gernika en la temporada 1996-97, jugando 35 partidos con el Gernika, que jugaba en Segunda División B.
En el Gernika sólo estuvo una temporada, ya que fichó por el Burgos CF, que también jugaba en Segunda B. Con el Burgos jugó 62 partidos a lo largo de dos temporadas.
Tras su paso por el Burgos fichó por la Sociedad Deportiva Eibar de la Segunda División.
Con el Eibar jugó 20 partidos y marcó un gol en la temporada 1999-00, mientras que en la temporada 2000-01 jugó 21 partidos.
En 2001 regresó a Segunda B de la mano del Motril Club de Fútbol, y en 2002 fichó por el Cartagonova, de la misma categoría. En Cartagena jugó tan sólo una temporada, ya que en 2003 fichó por el Racing de Ferrol, con el que logró ascender a Segunda División.
En Segunda División jugó tan sólo 5 partidos con el Racing de Ferrol, lo que llevó a dejar el club gallego para fichar por la Sociedad Deportiva Ponferradina de Segunda B en el mercado de invierno de la temporada 2004-05, con la que también logró ascender una campaña después a Segunda División.
Durante la temporada 2006-07, con la Ponferradina en Segunda División, disputó sólo 5 partidos, como le ocurrió con el Racing de Ferrol. Con el descenso de la Ponferradina a Segunda B esa misma campaña fichó por el Real Unión de Irún, de Segunda B también, club que dejó después de una temporada para fichar por el Sestao River Club.
Tras el descenso del Sestao River a Tercera División en la temporada 2009-10 fichó por el Club Portugalete, donde finalmente se retiró.

## Clubes
| Club               | País   | Año         |
| ------------------ | ------ | ----------- |
| Gernika            | España | 1996 - 1997 |
| Burgos CF          | España | 1997 - 1999 |
| Eibar              | España | 1999 - 2001 |
| Motril             | España | 2001 - 2002 |
| Cartagonova        | España | 2002 - 2003 |
| Racing de Ferrol   | España | 2003 - 2005 |
| Ponferradina       | España | 2005 - 2007 |
| Real Unión de Irún | España | 2007 - 2008 |
| Sestao River       | España | 2008 - 2010 |
| Portugalete        | España | 2010 - 2011 |